# اوریت (کارولینای شمالی)
اوریت (به انگلیسی: Everetts) شهری در ایالت کارولینای شمالی کشور ایالات متحده آمریکا است که جمعیت آن در سرشماری سال ۲۰۱۰ میلادی، ۱۶۴ نفر بوده‌است.